# デヴィッド・ラッシュ
デヴィッド・ラッシュ（David Rasche、1944年8月7日 - ）はアメリカ合衆国ミズーリ州セントルイス出身の俳優。デイヴィッド・ラッシュとも表記される。1980年代に放送された刑事コメディドラマ『俺がハマーだ!』の主演俳優として知られる。
「ラッシュ」と表記されるが、正確な発音は「[ˈræʃi] RASH-ee」または「RAH-shee」である。

## 略歴
ミズーリ州セントルイスで生まれ、イリノイ州で育ち、シカゴ大学を卒業。
1970年代にシカゴの即興コメディ劇団「セカンド・シティ」のメンバーとなり、ジョン・ベルーシが『サタデー・ナイト・ライブ』に出演するようになって抜けた穴を埋めた。
1977年からテレビドラマに出演するようになり、1978年の『結婚しない女』で映画デビューする（クレジットなし）。
1980年に女優のヘザー・ラプトンと結婚、後に3人の子をもうける。
1986年から始まった主演ドラマ『俺がハマーだ!』が大ヒットし、シーズン2まで制作された。同作には妻ヘザーが主人公の元妻役でゲスト出演している。
その後はテレビドラマを中心に映画や舞台にも出演している。

## 主な出演作品

### 映画
| 公開年 | 邦題 原題                                                                                         | 役名                               | 備考           |
| ------ | ------------------------------------------------------------------------------------------------- | ---------------------------------- | -------------- |
| 1978   | 結婚しない女 An Unmarried Woman                                                                   | バーの客                           | クレジットなし |
| 1979   | マンハッタン Manhattan                                                                            | テレビの俳優#3                     |                |
| 1984   | おかしな関係 Best Defense                                                                         | ジェフ                             |                |
| 1986   | コブラ Cobra                                                                                      | ダン                               |                |
| 1986   | ネイティブ・サン Native Son                                                                       | バックリー                         |                |
| 1989   | おばあちゃんは魔女 Wicked Stepmother                                                              | スティーヴ・フィッシャー           |                |
| 1989   | イノセントマン/仕組まれた罠 An Innocent Man                                                       | マイク・パーネル                   |                |
| 1990   | ダン・エイクロイドとジム・ベルーシの ハーレーダビッドソン＆クレイジーライダー Masters of Menace   | バディ                             |                |
| 1990   | シルエット/殺しの陰影 Silhouette                                                                  | カイル・ローダー保安官             | テレビ映画     |
| 1991   | ジョン・キャンディの夢におまかせ Delirious                                                        | ポール・カークウッド               |                |
| 1991   | ビンゴ! Bingo                                                                                     | ハル・デヴリン                     |                |
| 1993   | 風と共に去る20ドル!? Twenty Bucks                                                                 | ベイカー                           |                |
| 1993   | 企業買収/250億ドルの賭け Barbarians at the Gate                                                   | テッド・フォーストマン             | テレビ映画     |
| 1994   | ウォンテッド! Bigfoot: The Unforgettable Encounter                                                | チャズ・フレデリック               |                |
| 1995   | ペリー・メイスン外伝/マッケンジーの事件簿 A Perry Mason Mystery: The Case of the Jealous Jokester | ベン・ランドリー                   | テレビ映画     |
| 1997   | もう一度アイ・ラブ・ユー That Old Feeling                                                         | アラン                             |                |
| 1998   | トラブル・トラベル/パパは一人で大騒ぎ! Tourist Trap                                               | デレク・アール                     | テレビ映画     |
| 1999   | シザーズ・カップ The Big Tease                                                                    | スティグ                           |                |
| 2002   | ヤァヤァ・シスターズの聖なる秘密 Divine Secrets of the Ya-Ya Sisterhood                           | テイラー・アボット                 |                |
| 2003   | ジャスト・マリッジ Just Married                                                                   | Mr. McNerney                       |                |
| 2006   | ザ・センチネル/陰謀の星条旗 The Sentinel                                                          | バレンティン大統領                 |                |
| 2006   | ユナイテッド93 United 93                                                                          | ドナルド・フリーマン・グリーン     |                |
| 2006   | 父親たちの星条旗 Flags of Our Fathers                                                             | 上院議員                           |                |
| 2007   | ミッシング 〜消された記憶〜 The Girl in the Park                                                  | ダグ                               |                |
| 2008   | バーン・アフター・リーディング Burn After Reading                                                 | CIA捜査官                          |                |
| 2011   | あの日 あの時 愛の記憶 Die verlorene Zeit                                                         | ダニエル・レヴィーン（ハンナの夫） |                |
| 2012   | リベンジ・フォー・ジョリー 愛犬のために撃て! Revenge for Jolly!                                   | アイケルバーガー                   |                |
| 2012   | メン・イン・ブラック3 Men in Black 3                                                              | エージェントX                      |                |
| 2013   | キル・ユア・ダーリン Kill Your Darlings                                                           | 学部長                             |                |
| 2013   | グリフィン家のウエディングノート The Big Wedding                                                  | バリー・オコナー                   |                |
| 2019   | Swallow/スワロウ Swallow                                                                          | マイケル・コンラッド               |                |

### テレビシリーズ
| 放映年    | 邦題 原題                                          | 役名                     | 備考                       |
| --------- | -------------------------------------------------- | ------------------------ | -------------------------- |
| 1985      | 女諜報員フォックスファイアー Code Name: Foxfire    | サム・ローリンズ         | 1エピソード                |
| 1985      | 特捜刑事マイアミ・バイス Miami Vice                | サーフ                   | 1エピソード                |
| 1986-1988 | 俺がハマーだ! Sledge Hammer!                       | スレッジ・ハマー         | 41エピソード               |
| 1992-1994 | Nurses                                             | ジャック・トレントン     | 46エピソード               |
| 1995-1996 | High Society                                       | ピーター・トーマス       | 10エピソード               |
| 1997      | 刑事コロンボ Columbo                               | パトリック・キングズリー | エピソード『殺意の斬れ味』 |
| 1999      | ザ・ホワイトハウス The West Wing                   | カール                   | 1エピソード                |
| 2000      | ブルック・シールズのハロー!スーザン Suddenly Susan | エヴァン                 | 4エピソード                |
| 2000-2001 | DAG                                                | ホイットマン             | 5エピソード                |
| 2002      | プロビデンス Providence                            | ドク・クロス             | 1エピソード                |
| 2003      | マルコム in the Middle Malcolm in the Middle       | 弁護士                   | 1エピソード                |
| 2003      | 名探偵モンク Monk                                  | パターソンコーチ         | 1エピソード                |
| 2004      | ラスベガス Las Vegas                               | ティム・ヴァンレンティン | 1エピソード                |
| 2008      | オール・マイ・チルドレン All My Children           | ロバート・ガードナー     | 38エピソード               |
| 2009      | ロー&オーダー Law & Order                          | ジョー・デラニー         | 1エピソード                |
| 2009-2010 | アグリー・ベティ Ugly Betty                        | カル・ハートリー         | 10エピソード               |
| 2010      | RUBICON 陰謀のクロスワード Rubicon                 | ジェームズ・ホイーラー   | 7エピソード                |
| 2011      | 救命医ハンク セレブ診療ファイル Royal Pains        | チャールズ・ウッドワード | 1エピソード                |
| 2011      | Bored to Death                                     | バーナード               | 6エピソード                |
| 2018-     | サクセッション Succession                          | カール                   | リカーリングのちにメイン   |

## 主な吹き替え声優
- 羽佐間道夫『俺がハマーだ!』
- 千田光男『おかしな関係』、『コブラ』テレビ朝日版
- 嶋俊介『コブラ』TBS版
- 納谷六朗『イノセントマン/仕組まれた罠』
- 安原義人『ビンゴ!』
- 永田博丈『バーン・アフター・リーディング』
- 糸博『メン・イン・ブラック3』
- 船越英一郎『刑事コロンボ』（第66話「殺意の斬れ味」）